# Grete Stern

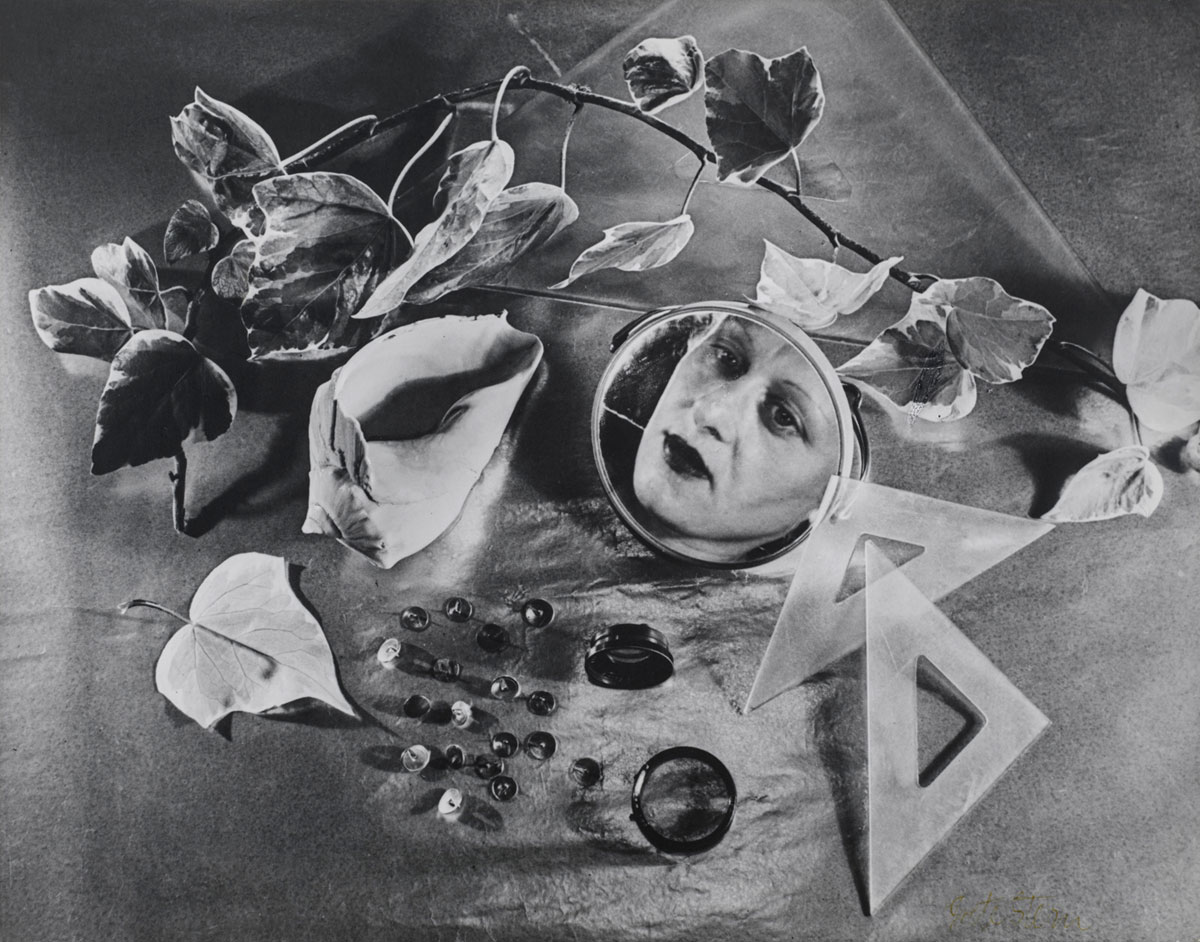
Självporträtt 1943

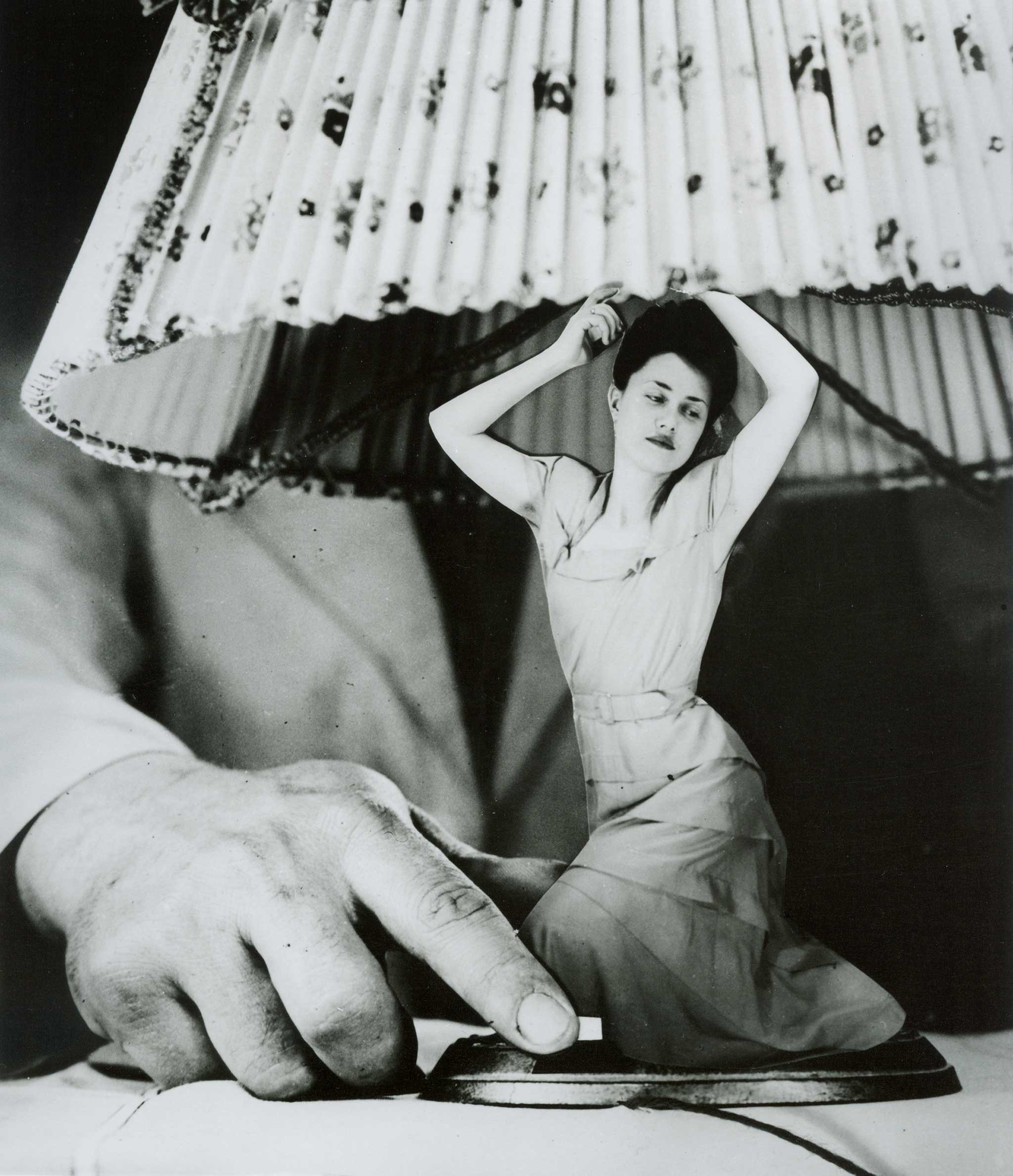
Montage, 1950

Grete Stern född  9 maj 1904 i Elberfeld i i Tyskland, som dotter till Frida Hochberger och Louis Stern, död 24 december 1999. Hon var en surrealistisk konstnär som arbetade mycket med fotomontage.

## Tidigt yrkesliv
Stern studerade design, bland annat på Bauhaus i Dessau där hon hade Walter Peterhans som lärare och hon arbetade på en grafisk reklambyrå.
År 1930 grundade Stern och Ellen Rosenberg Auerbach ringl+pit, en av kritiken berömd  och prisvinnande Berlin-baserad fotografi- och designstudio. De använde utrustning som de köpt från Peterhans. Namnet ringl+pit tog de efter sina smeknamn under barndomen: (Ringl for Grete, Pit for Ellen).
Periodvis mellan april 1930 och mars 1933 fortsatte Stern sina studier med Peterhans och Bauhaus fotografi workshop i Dessau, där hon mötte den argentinske fotografen Horacio Coppola. År 1933 ledde det politiska klimatet i Nazityskland henne till att emigrera med sin bror till England, där Stern satte upp en ny studio, och hon återupptog snart sitt samarbete med Auerbach.

## Yrkesliv i Argentina
Stern reste först till Argentina i sällskap med sin nye make Horacio Coppola år 1935. De nygifta öppnade en utställning i Buenos Aires på tidskriften Revista Sur, som enligt tidskriften var den första moderna fotoutställningen i Argentina.

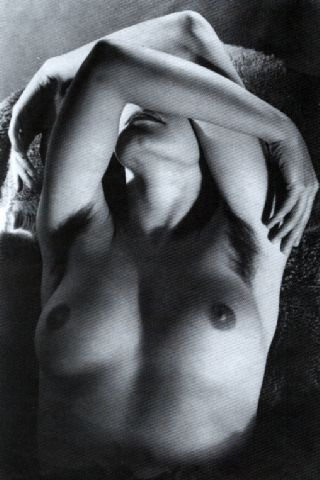
Desnudo III, 1946

Liksom sin make hjälpte Stern till att modernisera den visuella konsten i Argentina, och hon presenterade den första utställningen av modern fotografisk konst i Buenos Aires 1935.
År 1948 började Stern arbeta för Idilio, en illustrerad kvinnotidskrift vars målgrupp var speciellt kvinnor i under- och medelklassen. I slutet av 1940-talet och det tidiga 1950-talet skapade Stern Los Sueños som illustrationer åt kvinnomagasinet Idilio och dess kolumn "El psicoanálisis te ayudará" (Psykoanalys hjälper dig).
Stern försåg tidskriften med fotografier och tjänstgjorde som lärare i fotografi 1959 vid National University of the Northeast i Resistencia och fortsatte att undervisa fram till 1985.

## Död
År 1985 slutade hon med fotografiundervisningen, men levde vidare i 14 år, fram till 1999, då hon dog i Buenos Aires 24 december vid 95 års ålder.

Grete Stern finns representerad på bland andra Jewish Museum, Museum of Modern Art, Metropolitan Museum i New York och J. Paul Getty Museum i Los Angeles.